# Scorpiops jendeki
Scorpiops jendeki es una especie de escorpión del género Scorpiops, familia Euscorpiidae. Fue descrita científicamente por Kovařík en 2000.
Habita en China. El macho descrito por Kovařík en 2000 mide 32,2 mm. Scorpiops jendeki mide 30-42,1 mm.